# Hemigenia glabrescens
Hemigenia glabrescens là một loài thực vật có hoa trong họ Hoa môi. Loài này được Benth. mô tả khoa học đầu tiên năm 1848.